# World libraries
World libraries (Biblioteki świata) - międzynarodowe, elektroniczne czasopismo koncentrujące się na bibliotekach i rozwoju społeczno-gospodarczym.